# ピエール＝オクターヴ・フェルー
ピエール＝オクターヴ・フェルー（Pierre-Octave Ferroud, 1900年1月6日 シャスレー - 1936年8月17日 デブレツェン）はフランスの作曲家、音楽評論家。
リヨン近郊出身。リヨンを経てストラスブールで軍務についた後、ギィ・ロパルツに作曲を師事。その後、リヨンでフローラン・シュミットに作曲を個人的に師事。1923年よりパリに出て、アンリ・バロー、ジャン・リヴィエらと共に室内アンサンブル「トリトン」を旗揚げした。また音楽評論家としても「パリ＝ソワール」紙上で定期的に健筆を振るった。交通事故のためにハンガリーに客死。親交を結んでいたフランシス・プーランクは衝撃を受けて「黒い聖母像への連禱」を作曲、以降宗教へ傾倒することとなった。フェルーが執筆していたフローラン・シュミットの伝記は死後に出版された。
作風はイーゴリ・ストラヴィンスキーの影響も感じられるモダンな新古典主義を特徴とした。多忙だったうえ、夭折したため残された作品は少ないが、《交響曲 イ調》はセルゲイ・プロコフィエフ、小倉朗などが高く評価していた。

## 主要作品一覧
- Andante cordial
- ピアノ曲 Types (1924)
  - 1931年に管弦楽化。
- 交響詩 《群衆 Foules》(1924)
- セレナード Sérénade
- Chirugie 1927 (opéra-comique)
- 2幕のバレエ《青春 Jeunesse 》(1929-1933)
- Chansons de Fous
- Sonnerie pour le Hérault (1935)
- le porcher (1924) {ballet}
- バレエ《ジャンヌの扇》から「マーチ」 (1927)
- Monte-Carlo (1928)
- Sérénade pour orchestre (1927)
- イ調の交響曲 Symphonie en la (1930)
- Chirurgie vers. orchestrale (1930)
- 無伴奏フルートのための3つの小品 Trois pièces pour flûte seule (1920-1921)
- Sonatine (1928)
- Spiritual (1926)
- ヴァイオリン・ソナタ Sonate pour violon et piano (1929)
- チェロ・ソナタ Sonate pour violoncelle et piano (1930)
- ホ調の木管三重奏曲 Trio à vents en mi (1933)
- 弦楽四重奏曲 Quatuor à cordes (1932-1936)
- サラバンド Sarabande (1920/1926)
- モンソー公園にて Au parc Monceau (1921-1925)